# شرایط انرژی
در نظریه‌های میدان کلاسیک نسبیتی و به‌طور خاص نسبیت عام، شرایط انرژی به شرایط مختلفی گفته می‌شود که می‌توان یکی از آنها را در مورد محتوای ماده، در این نظریه به کاربرد. دلیل استفاده از شرایط انرژی در مورد محتوای ماده این است که گاهی امکانپذیر یا مطلوب نیست که این محتوا صریحاً مشخص گردد. در نسبیت عام شرایط انرژی اغلب در اثبات قضیه‌های مختلف مهمی در مورد سیاهچاله‌ها مانند قضیه بدون مو و قوانین ترمودینامیک سیاهچاله، مورد استفاده قرار می‌گیرند.